# Iridopsis

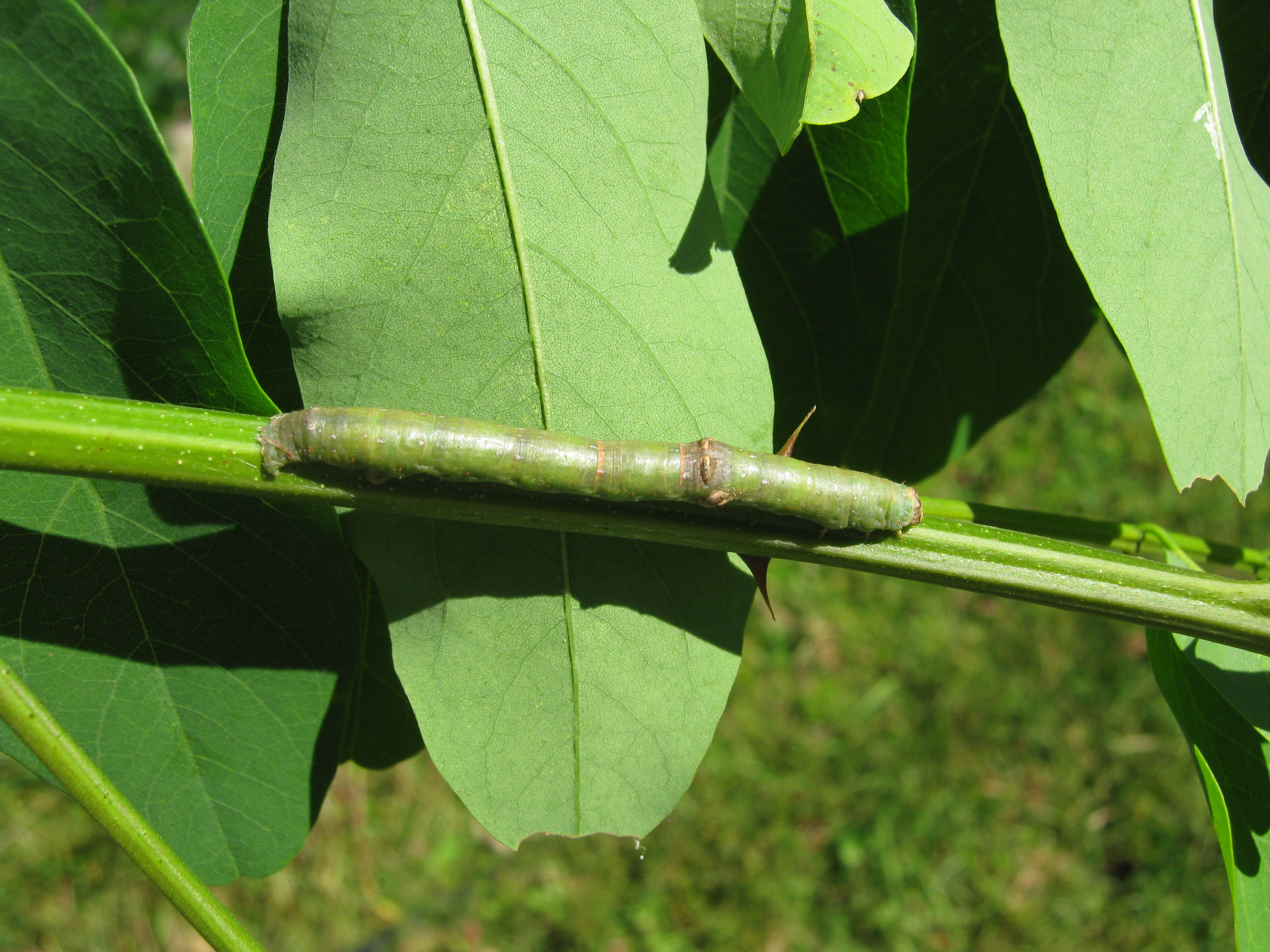
Oruga de Iridopsis defectaria

Iridopsis es un género de polilla de la familia Geometridae de la tribu Boarmiini. Las alas son de color gris claro a castaño. Son difíciles de diferenciar de otras especies. Se encuentran en Norteamérica.

## Especies
Las siguientes especies se clasifican dentro del género. Esta lista de especies puede estar incompleta.
- Iridopsis angulata
- Iridopsis clivinaria
- Iridopsis cypressaria
- Iridopsis dataria
- Iridopsis defectaria (sin. Anacamptodes defectaria)
- Iridopsis emasculatum
- Iridopsis ephyraria
- Iridopsis fragilaria
- Iridopsis gemella
- Iridopsis humaria
- Iridopsis jacumbaria
- Iridopsis larvaria
- Iridopsis obliquaria
- Iridopsis perfectaria
- Iridopsis pergracilis
- Iridopsis profanata
- Iridopsis providentia
- Iridopsis pseudoherse
- Iridopsis sancta
- Iridopsis sanctissima
- Iridopsis vellivolata